# 丙寅洋擾
丙寅洋擾（へいいんようじょう、병인양요、ピョンイニャンヨ、Byeong-in yangyo）とは、1866年10月、フランス人宣教師の処刑（丙寅教獄）を契機として、李氏朝鮮とフランス第二帝国との間で発生した戦い。丙寅については、干支による紀年法を参照。
他のアジア諸国と同じく李氏朝鮮においても近代化は遅れており、近代的な軍隊と最初に遭遇した戦いとなった。しかし戦いは文殊山城の戦いと鼎足山城の戦いに勝利した朝鮮軍側の優位に進み、フランス軍は大きく装備に劣る軍隊によって数倍の損害を与えられ最終的にフランス軍は敗走した。同時期に発生したゼネラル＝シャーマン号焼き討ち事件によるアメリカ合衆国の介入を阻止した辛未洋擾と合わせて、興宣大院君による孤立主義・排外主義に正当性を与える戦いとなった。こうした孤立路線は10年後に結ばれる日朝修好条規締結まで継続した。

## 背景

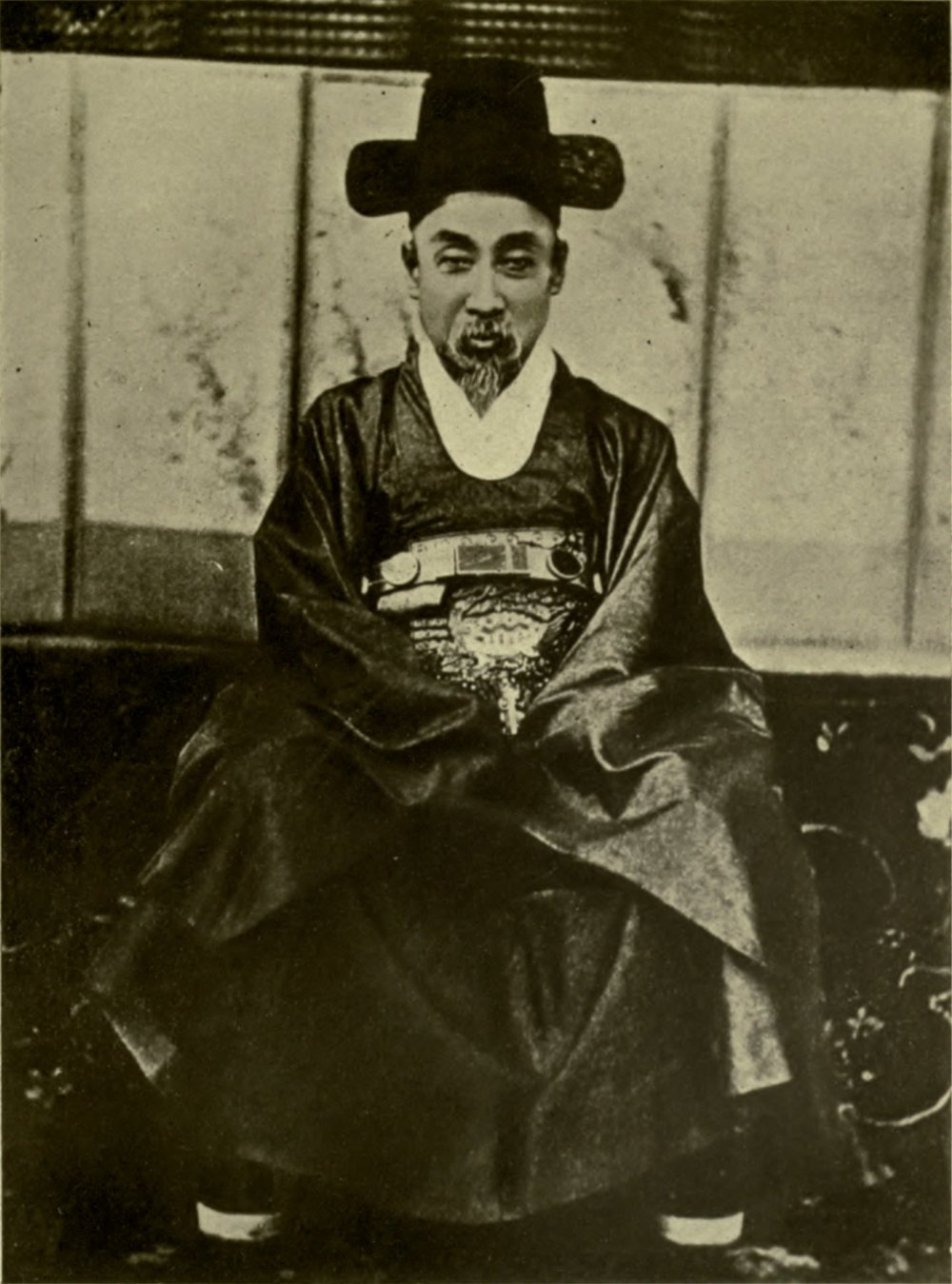
興宣大院君

伝統的に李氏朝鮮は成立以後、宗主国である中国や、隣国の日本といった限られた国との限定的な貿易・外交を除いて孤立主義を選び、国際上の動乱と関係する事を避けていた。だがそれは他国と無縁でいる事を保障した訳ではなく、宗教面ではキリスト教徒の急増という事態に直面していた。
朝鮮半島には大清帝国との繋がりを通じて、18世紀後半からキリスト教の宣教師が定住するようになった。ただすぐにその数が増えた訳ではなく、本格的に布教が始まったのは1840年代に入ってからとなった。フランスの宣教師協会であるパリ外国宣教会は未だ異教徒が多数を占める朝鮮半島に宣教師団を送り込み、1856年に布教責任者となったベルヌー司教は3年後には信徒数が1万7000名に達したと報告している。
李氏は異国の宗教が力を得ていく事を黙認していたが、1864年に第25代朝鮮国王・哲宗が崩御すると事態は急変する。新たに前王の親族である高宗が14歳の若さで即位すると、幼君を補佐するという名目で父であり王族の一員であった李昰応が儒教的精神に由来する大院君（王父）の称号を得て、事実上の摂政に就いた。興宣大院君と尊称される立場となった李昰応は息子を傀儡君主として操り、李氏朝鮮の数百年に亘る歴史の中でも特に強権的かつ指導力のある統治を行った。大院君体制の下で集権的な支配体制を確立すべく様々な改革政策を行われ、平行して再び伝統的な鎖国・孤立主義体制が選択された。
その過程で12名のフランス人宣教師と2万3000名の信徒を抱えるようになっていたキリスト教勢力に対して、「異国の異教徒」として徹底的な弾圧が開始された。また帝国主義時代の只中にあってはヨーロッパ列強からの干渉も本格化し、1866年1月にはロシア帝国の貿易船が訪れている。宮中にすら力を持ち始めていたキリスト教勢力はこれを機会と捉え、ロシア帝国の南進を跳ね除けるべく（朝鮮半島の宣教師団との繋がりが深い）フランス帝国と同盟を結んで自ら開国すべきだと主張し始めた。
大院君は表面的にはこの提案を前向きに検討すると宣言したが、異教徒に靡いた貴族を誘い出す計略であったと考える論者もある。1866年2月、宮殿に召しだされたベルヌー司教は邪教伝道の罪で王国軍に捕らえられた。アヘン戦争やアロー戦争で既に表面化していたヨーロッパによるアジア諸国の植民地化に対する野心、および同時期に起きた洪秀全による太平天国の乱も異国の宗教への敵意に影響したと考えられている。他に宮殿内での権力闘争、1865年の大飢饉で農民反乱が危惧された事も要因に挙げられている。

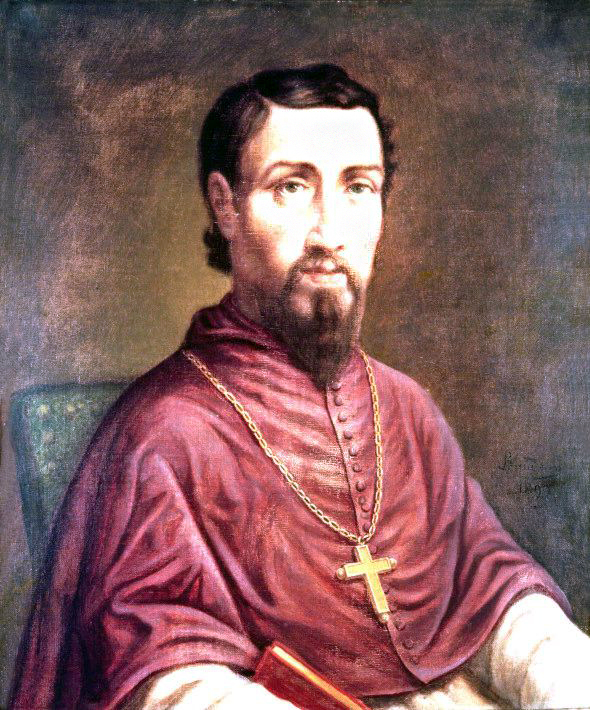
ベルヌー司教

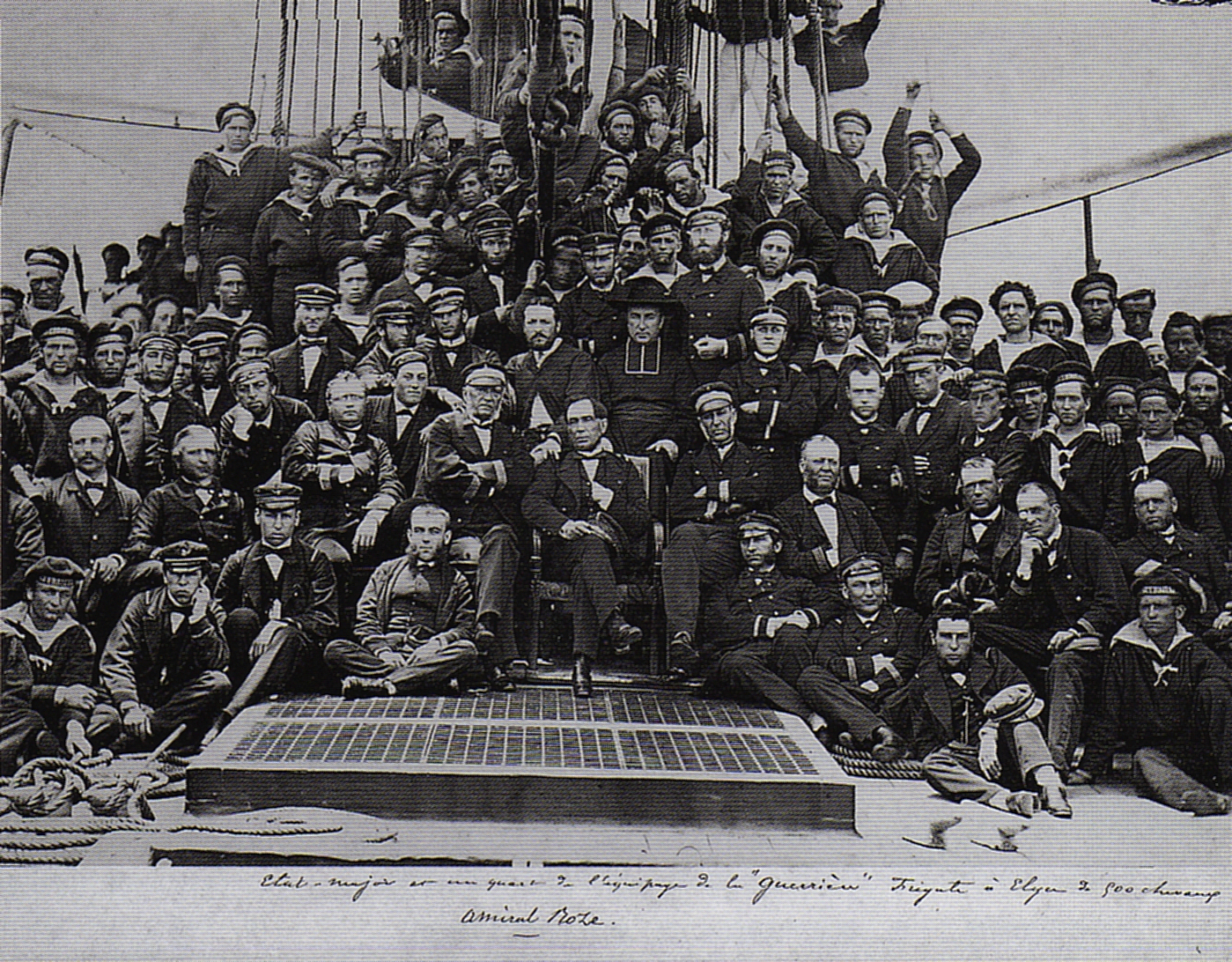
ピエール＝ギュスターヴ・ローズ（中央）

裁判の結果、12名の宣教師団の内、ベルヌー司教、ダヴリュイ司教を筆頭とする9名が処刑が命じられ、キリスト教に改宗した住民も虐殺された。後に1984年5月6日になってヨハネ・パウロ2世はフランソワ司ら9名の伝道師を殉教者として列聖する事を決定している。宣教師と信徒の多くは切頭山で処刑されたと伝えられている。
1866年6月、助命された宣教師の一人フェリックス＝クレール・リデルは朝鮮住民の信徒達に助けられて脱獄し、7月には海路を使って清帝国領内の天津にあるフランス租界地まで逃亡に成功した。そこでクレールはフランス極東軍の指揮官であったピエール＝ギュスターヴ・ローズ海軍少将に助けを求め、ローズ少将はキリスト教徒への弾圧に加えて「在外フランス人の通告なき処刑は国辱にあたる」として介入を約束した。北京の駐留代理公使アンリ・ド・ベルネもローズの行動を支持し、正式に朝鮮王国への軍事行動が決定された。背景には形式上、清国皇帝の封臣である朝鮮国王によるキリスト教や在外フランス人の弾圧を許せば、いずれ天津支配にも影響を与える事が危険視されていた。
ベルネ代理公使はフランス政府 (Quai d'Orsay) に何の相談もせず独断で外交権を発動して清帝国の総理各国事務衙門に開戦に関する使者を送り、またピエール＝ギュスターヴ・ローズ少将指揮下のフランス兵600名と仏海軍の極東艦隊に遠征命令を出した。遠征について、ローズ少将は以下の様に述べた。

## 戦闘

### 遠征準備
遠征命令を出されてから程なく、フランス軍は自らの準備不足に戸惑う事になった。海軍は直ちに制海権確保に動こうとしたものの周辺の海図を十分に用意していなかった為に出航できず、またそれ以外の情報も欠如していた。結局、ローズ少将自ら朝鮮半島付近の沿岸調査を指揮せねばならない事態となり、特に首都である漢城付近の調査が行われた。調査の結果として海図が手に入ったものの、予定していた首都への強襲上陸は困難であると結論された。代わりにローズ少将は漢城の沿岸部にある江華島を中心とした漢江一帯を占領する事で首都の封鎖を行い、これによって李朝側の謝罪や賠償を引き出そうと計画した。
一方、北京のベルネ代理公使は講和条件として「朝鮮王位のフランス皇帝への譲位」という実質的な保護国化を要求しようとしていた。この考えは後にフランス皇帝ナポレオン3世の賛意を得て、正式にフランス帝国からの要求として李朝に突きつけられた。

### 開戦

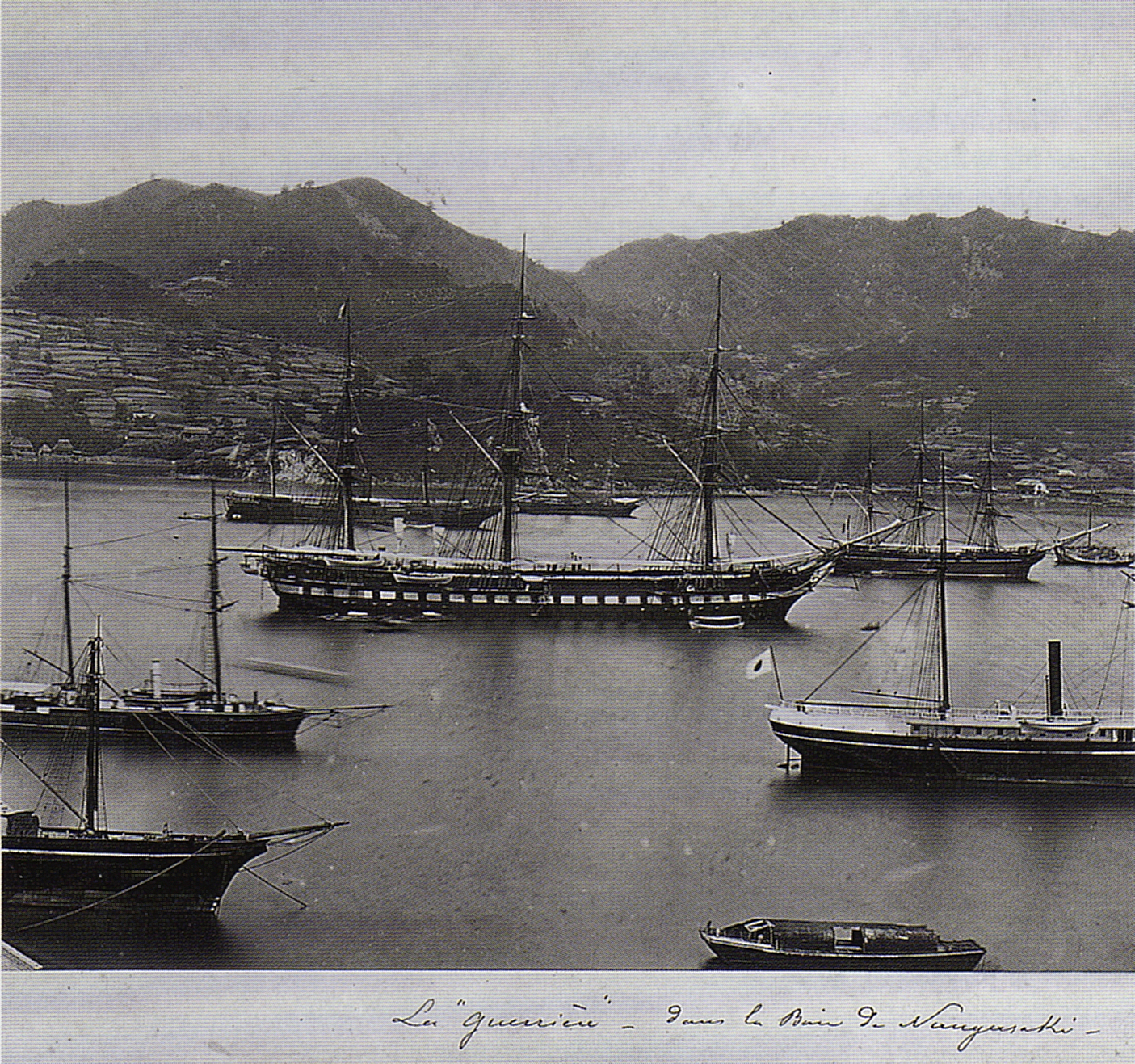
Admiral Roze によって指揮されたフランスのフリゲート艦「ゲリエール」。フランス艦隊の指揮艦で韓国への示威行動を行った。1865年ごろの長崎港での写真。

1866年10月11日、ローズ少将が指揮するフランス極東艦隊は煙台市からフリゲート「ゲリエール」と通報艦「キエン・チャン」「デルレード」、砲艦「ル・ブルトン」「タルディ」、コルベット「ラプラス」「プリモゲ」を出航させ、さらに日本の横浜港に駐屯させていた部隊から海兵300名を抽出した。フランス軍遠征隊は総勢で800名程度の要員から編成されていた。10月16日、海兵170名が江華島に上陸して漢江を結ぶ要塞を占領し、やがて島中心部を占領下に置いた。占領軍は街から金塊や宝石などの財宝を奪ったが、その際に数千人分のマスケットを武器庫から発見している。ローズ少将は、少ない手勢のみで本格的な戦争を行う事が非現実的である事を悟り、首都周辺の封鎖に専念するのが賢明と判断した。だが、江華島から漢江へ行軍した部隊は、先回りしていた朝鮮軍の頑強な抵抗に遭い、首都封鎖・包囲に失敗した。
10月26日、文殊山城の要塞の占領を試みたフランス軍分隊120名は、韓聖根指揮の要塞守備隊530名による反撃を受けた。（文殊山城の戦い）対峙した朝鮮軍は5倍近い数で、この反撃によって分隊の3分の1が死傷する壊滅的な打撃を受けたフランス軍は退却を強いられた。再度攻撃したが、フランス軍は朝鮮軍の防衛線を破れず、漢江封鎖を断念して江華島占拠に専念する状態となった。
焦りを深めたローズ少将は、条件を引き下げて残りの助命された宣教師2名を解放すれば撤収すると申し出たが、朝鮮側は提案を黙殺した。その間にも沿岸部からは続々と朝鮮軍が戦力を動員しているのが報告され、11月9日にフランス軍が三度、攻撃を決断した時には、朝鮮軍の守備隊は1万名にまで膨れ上がっていた。
梁憲洙指揮下の朝鮮軍は鼎足山城戦闘で再びフランス軍分隊を敗走させ、冬の到来と朝鮮軍の相次ぐ増派を前にローズ少将はもはや戦闘継続は不可能であると結論した。時同じくして件の宣教師が戦闘による混乱を利用して逃亡したとの報告も、撤収の口実とされた。

## 結果
戦いは朝鮮軍の勝利に終わり、敗れたフランス軍は江華島からも撤収して天津など他の根拠地へと敗走した。朝鮮側は8名の損害しか出さなかったが、フランス軍は彼ら自身の報告でも38名の死傷者を認めている。ローズ少将は戦闘の中で行われた江華島や漢江周辺での略奪や破壊行為で宣教師達の復讐は行えたと弁明したが、在留フランス人達は不十分な結果に落胆した。彼らは再度の遠征を要請したが、成功の可能性から実行に移される事はなかった。
朝鮮ではフランスへの戦勝で孤立主義を唱えた大院君の威信が高まり、その後のジェネラル・シャーマン号事件と辛未洋擾、さらには日本との対峙へと繋がっていった。他にフランスの掠奪によって外奎章閣（王室の文書館・奎章閣の別館で、1781年以降江華島に設けられていた）に保管されていた王室関係記録「外奎章閣図書」が持ち出され、フランス国立博物館の朝鮮美術における重要所蔵物として保管されていた。
韓国政府は掠奪美術品の返還を求め、2010年になってフランス政府が交渉に応じる事が報道された。2011年6月、ニコラ・サルコジ大統領と李明博大統領の合意により全ての外奎章閣図書が韓国に戻され、現在は韓国国立美術館に保管されている。ただしフランスが韓国に長期貸与するという形式であり所有権は今もフランスにある。